# Скордиски

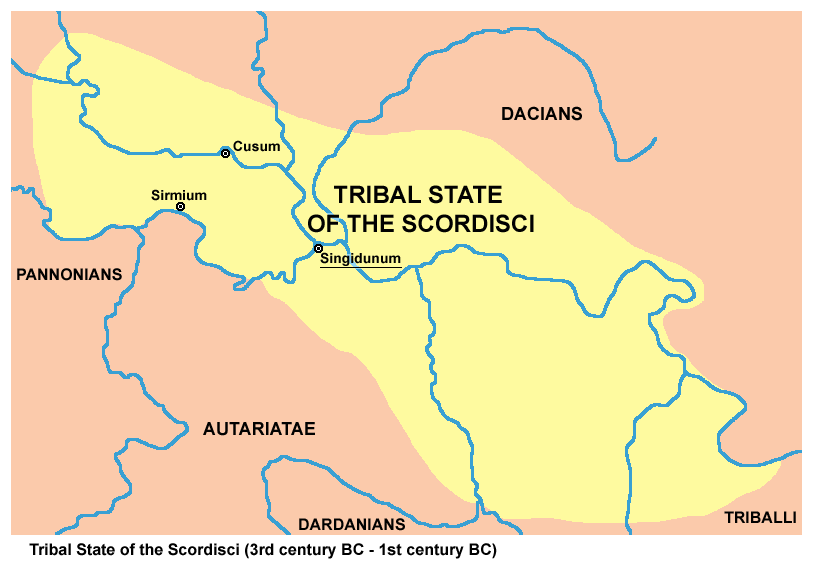

Скордиски (лат. Scordisci) — колишні мешканці Паннонії, як вважають, галльського походження. Вважаються нащадками кельтів, що вторглися до Греції в 279 році до н. е., але розбитих, що відпали і закріпилися на території сучасної Сербії (навколо Белграда). Скордиски воювали з місцевими племенами мезів, автаріатів і трибаллів. Служили царям Македонії. Після захоплення римлянами Македонії в 148 році до н. е., скордиски вступають у війну з прибульцями і зазнають від них остаточну поразку в 15 році до н. е..